# Витік річки Дністер
Ви́тік р. Дністе́р — комплексна пам'ятка природи місцевого значення в Україні. Розташована в межах Самбірського району Львівської області, між селами Розлуч, Вовче та Шум'яч на південному схилі гори Чонтиївка (913 м). 
Площа 54 га. Заснована рішенням Львівської облради від 9.10.1984 року № 495. Перебуває у віданні Турківського ДЛГ (Вовченське лісництво, кв. 21, вид. 16, 17, 19, 21, 22; кв. 22, вид. 1-7). 
Створена з метою збереження комплексу хвойних насаджень, які є частиною лісового масиву з мальовничими карпатськими ландшафтами, а також джерела, яке вважається витоком річки Дністер. 